# Помареш (Арганил)
Помареш (порт. Pomares) — район (фрегезия) в Португалии, входит в округ Коимбра. Является составной частью муниципалитета Арганил. По старому административному делению входил в провинцию Бейра-Литорал. Входит в экономико-статистический субрегион Пиньял-Интериор-Норте, который входит в Центральный регион. Население составляет 587 человек на 2001 год. Занимает площадь 31,68 км².